# アフターバーナー

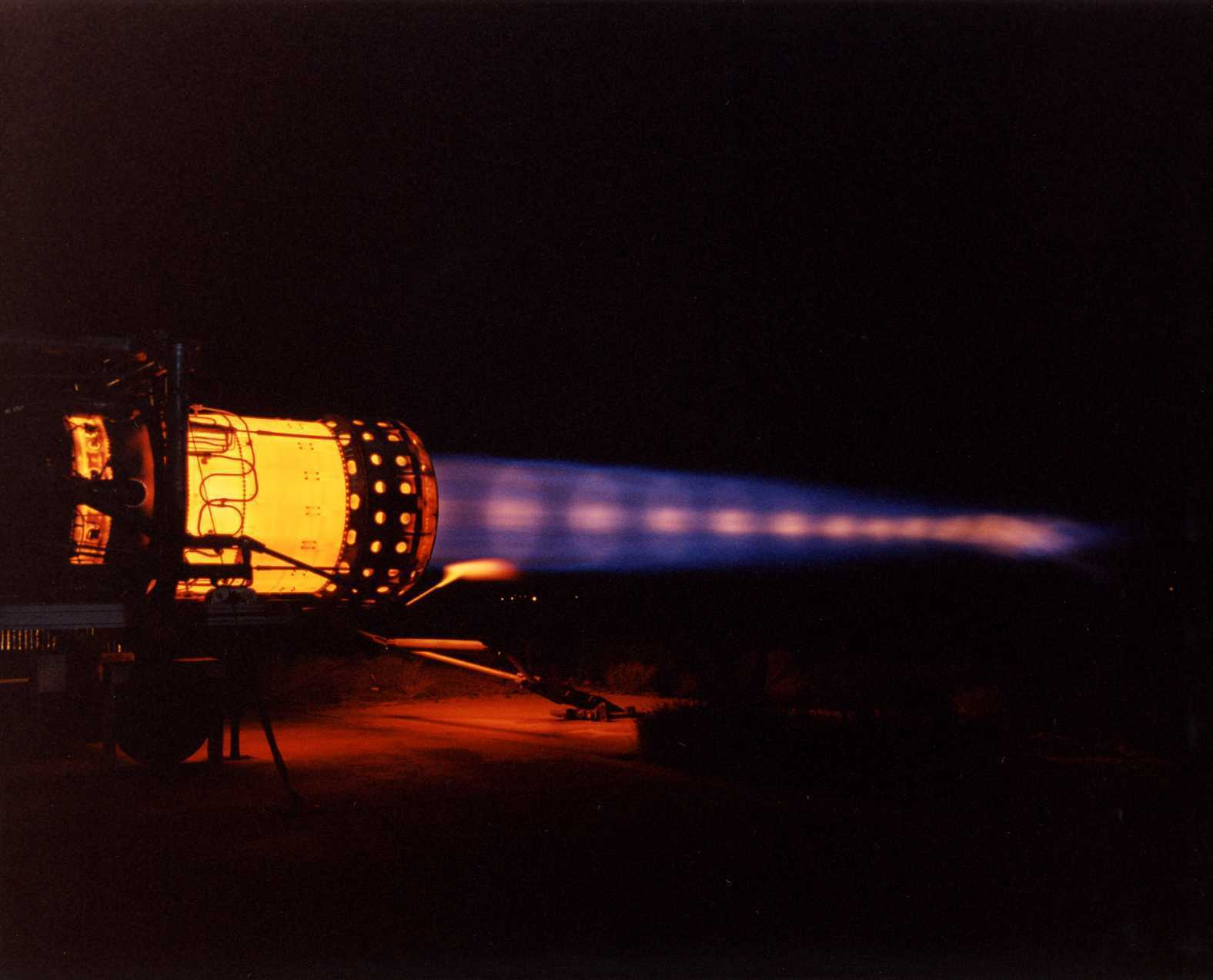
アフターバーナーを点火したJ58

アフターバーナー (afterburner, A/B) は、ジェットエンジンの排気に対してもう一度燃料を吹きつけて燃焼させ、高推力を得る装置である。なおアフターバーナーは後述の通りGE社の商標であり、一般名称はオーグメンター（augmentor, 推力増強装置）と言う。

## 原理
ガスタービンエンジンの理論空燃比は、空気 : 燃料 がおおよそ 15 : 1であり、熱効率やエンジンの小型化の面ではこの混合比で燃焼させるのが最も望ましいが、実際は60 : 1程度のリーンバーン（薄い混合比での燃焼）である。濃い混合比で燃焼させるということは、質量および体積当たりの発熱量が多いということであり、燃料ガスが高温となる。21世紀現在の技術では、高速回転による遠心力と圧縮・膨張するガス圧力に抗しながら、高熱に曝され続けても耐えられる強靭なタービンブレードの製造は極めて困難である。そこで、燃焼に消費するよりも多めに吸入した空気の一部は、タービンブレードや燃焼室といった構成要素を冷却するために利用され、排気筒内でも高温の燃焼ガスを取り巻くようにして排気される。ジェットエンジンのコア部分からの排気が冷却用空気によって希釈されるため、理論空燃比に比べると薄い混合比で燃焼することになる。そのため、燃焼室とタービンを通過してきた排気には、吸気時の約75 %の酸素が残る。十分に酸素を残した高温の排気に対して燃料を改めて噴射し、燃焼させることで推力を最大で約50 %増加させられる。これがアフターバーナーの原理である。燃焼によるエネルギーをほとんど回収しないため燃焼効率は極めて悪いが、大掛かりな装置を必要としないのが利点である。
2ストロークのディーゼルエンジンであるネイピア ノーマッドには、排気に未燃焼燃料が含まれるという2ストロークサイクルとディーゼルエンジンの特性を逆手に取り、排気を再燃焼するための燃焼器を搭載することで、大きな出力が必要になる離陸時に燃焼させることで推力を増強させることが可能だった。

## 構造
アフターバーナー部はジェットエンジンの圧縮機と燃焼室、膨張タービン部で構成されるコア部分とエクゾーストノズル部の間に位置している。エクゾーストパイプ部分の冷却のために、円筒部分が2重構造になっているものもある。
エンジン・コアのタービンからの排ガスは高速流であるため、アフターバーナーに適していない。流速を局所的に低下させるため、複数個のフレームホルダーが設けられ、火炎を維持して燃焼が持続するようになっている。フレームホルダー上流側やフレームホルダー内に燃料ノズルが複数個開口しており、噴射された燃料が素早く涙滴状から霧状になるよう工夫されている。フレームホルダーには2箇所程度に点火プラグが備わり、アフターバーナー動作時に燃料噴射の直後に点火される。また点火プラグを持たない形式では、コアからの排ガスが希釈されず、高温のまま直接吹き付けられる。そのためタービンブレードなどが満足に冷却されないので、耐熱強度が高い素材であっても、ブレード類の寿命はかなり短くなる。
アフターバーナー使用時には、排ガスの圧力と流速が大きく変わるため、推進力を最適化するためにエクゾーストノズルの構造を可変式にすることが一般的である。

## 装備状況

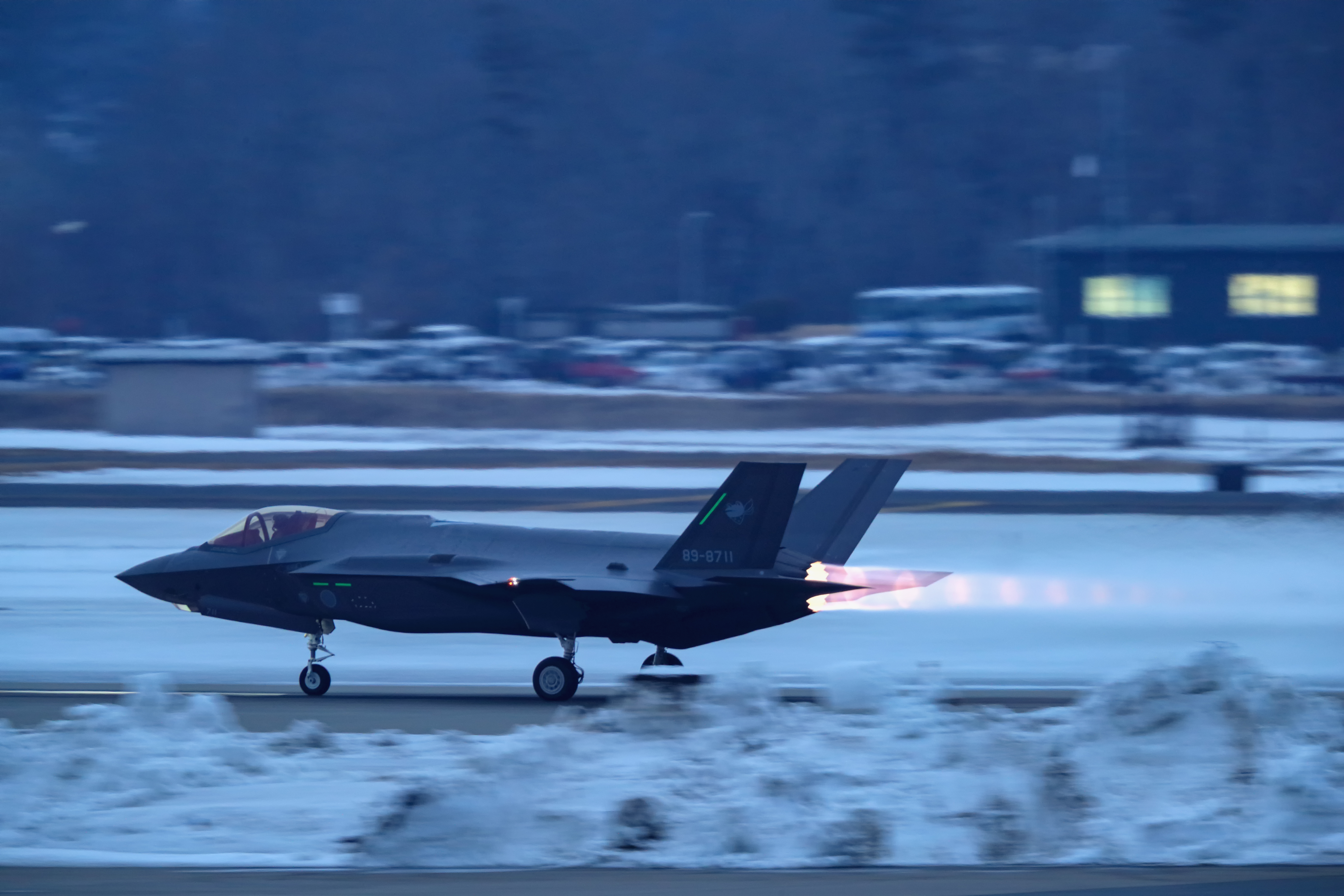
アフターバーナーを使用し離陸滑走するF-35A

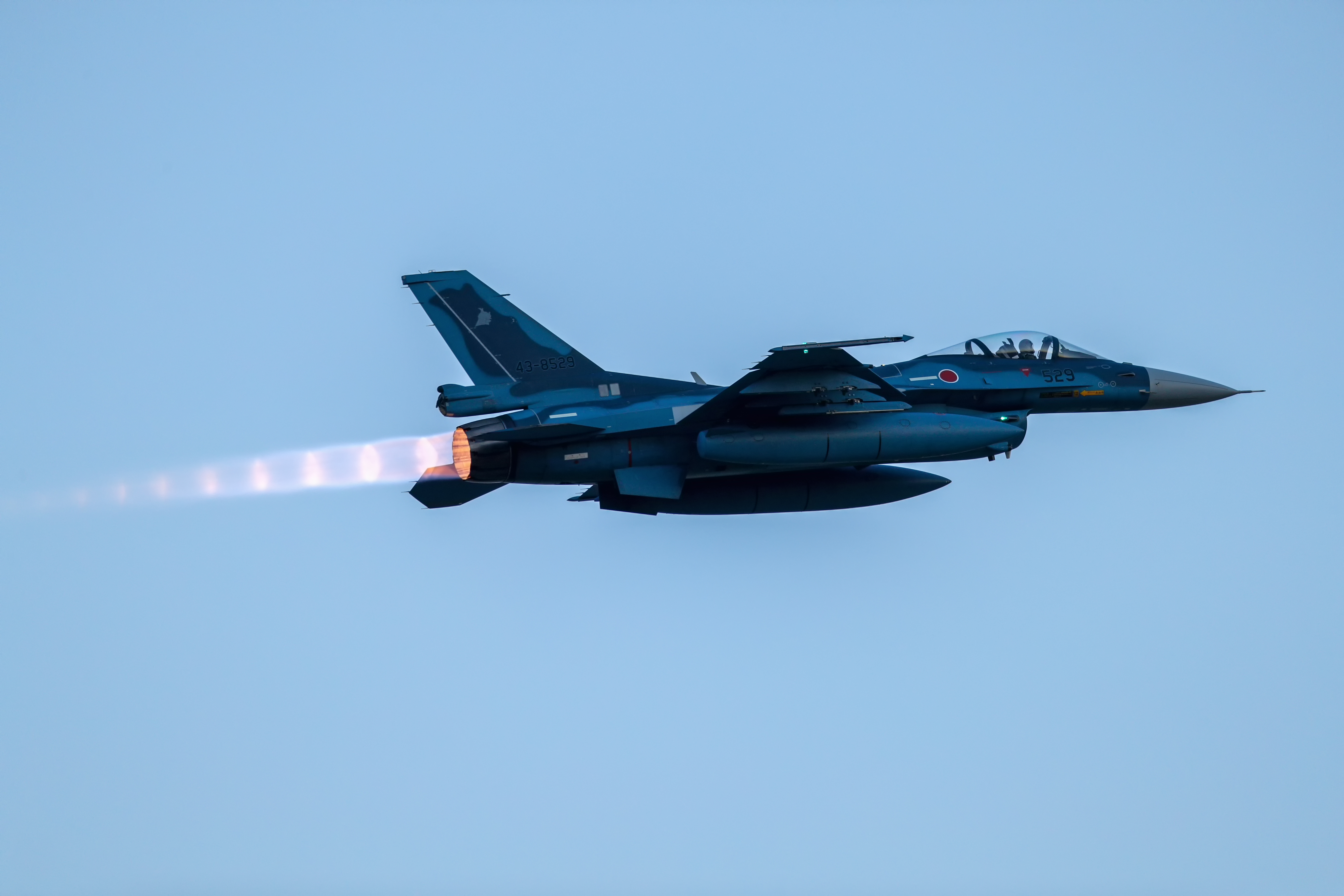
アフターバーナーを使用して離陸したF-2A

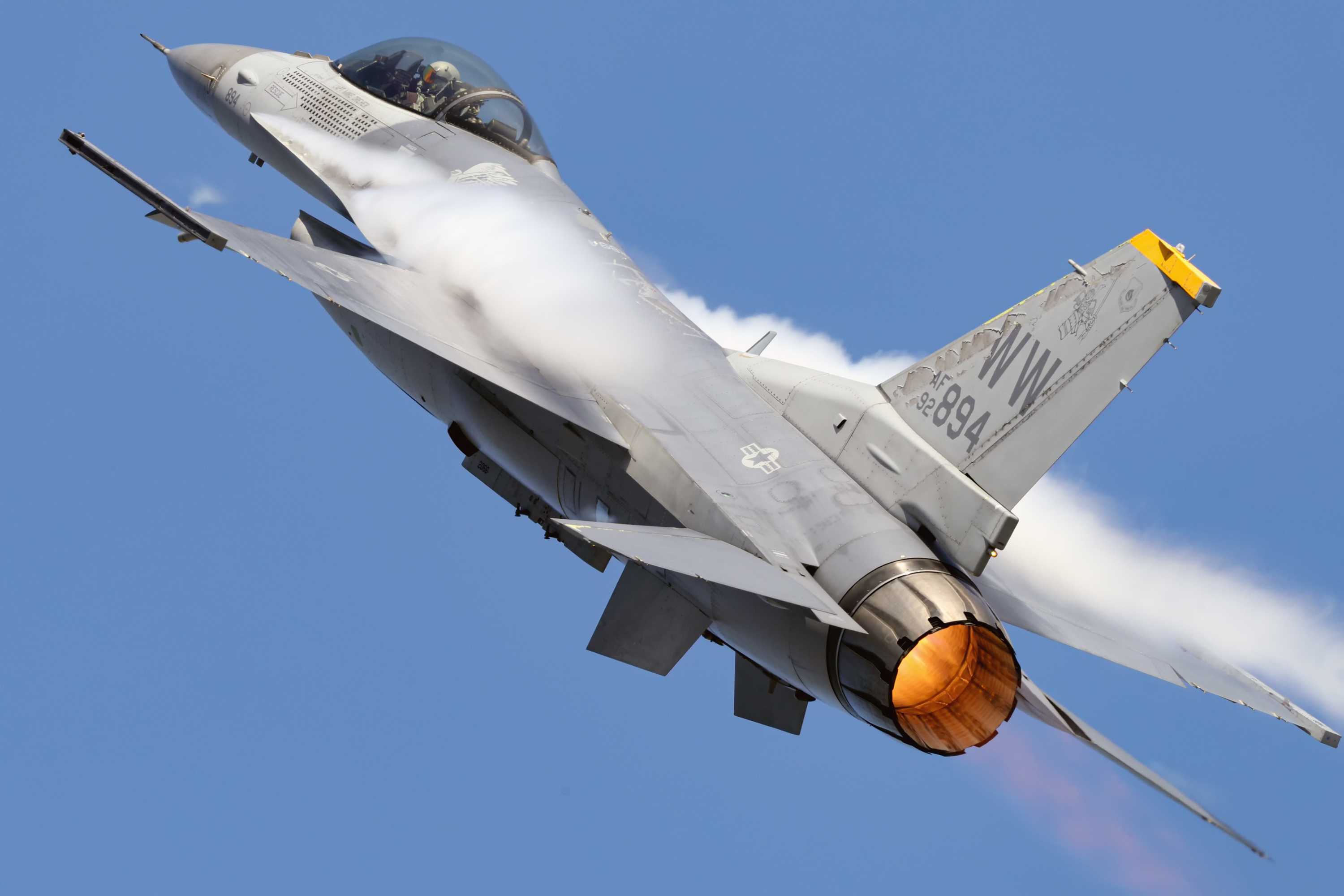
アフターバーナーを使用し機動飛行するF-16C

主に戦闘機と超音速爆撃機が装備しており、旅客機では超音速輸送機のコンコルドとツポレフ Tu-144に留まる。
アフターバーナーは大量の燃料を消費するため、高推力が必要な時のみ使用される。爆撃機や旅客機の場合は離陸時と超音速飛行時に、戦闘機の場合はそれに加え、戦闘機動時にも用いられる。
F-15はミサイルなどの武装を一切搭載せずに巡航速度で飛行すれば数時間は飛行可能だが、アフターバーナーを全開にし続けると15 - 20分で燃料を使い切ってしまう。したがって通常このような装置が装備、使用されることはないが、この非効率的な補助装置は以下の条件時に使用される。
1. 機体の重量や設置空間に厳しい制限がある。
2. 高出力が要求される機会が限られているため、エンジンの定格を大きくすることが非合理になる。例えば、戦闘機で空中戦を行う場合である。
逆に、一定の出力で使用することを前提にしている商用の発電機や、民間の一般的な航空機では使用されない。軍用であっても船舶、車両での使用においては、クラッチの切り離しや減速歯車の使用で対応する余地があるため使用されない。
また、新しいジェットエンジンであるターボファンエンジンが旧来の純然たるターボジェットエンジンに比べると低速向けの特性になってしまったため、ターボファンエンジンを搭載した戦闘機は、遷音速～超音速飛行時においてアフターバーナー装置がほぼ必須になった。ターボファンエンジンは、ファンからの排気が燃焼に関与しないため、排気に含まれる酸素量が多くなる。そのため、アフターバーナーによる出力増大効果が大きい（しかし、一方でアフターバーナー作動時の燃料消費量もかさんでしまう）。出力増大効果が大きいということは、出力増減幅が大きいことを意味し、過酷な飛行状況や突発的な緊急事態への適応能力が高いと言えるため、高速度性能を要求されるはずの戦闘機にもターボファンエンジンが導入されている理由になっている。

最近ではジェットエンジンや機体の技術革新に伴い、ロッキード・マーティン社のF-22戦闘機が、ターボファンエンジン搭載ながらアフターバーナーなしでの超音速飛行を可能にした。

## 名称について
アフターバーナーという名称は、本来GE社によって商標登録されているため、同社のターボジェットエンジンに装備されている物のみを指し、MIL規格によると、この装置の用語としてはオーグメンター（augmentor, 推力増強装置）を用いるのが正しいとされる。
また、ロールス・ロイス社のジェットエンジンにおいてはリヒート（reheater, reheat jetpipe, 再燃焼装置）、プラット&ホイットニー社はオグメンタ（augmentor,（推力）増強装置）という言葉を用いている。なお熱力学一般には再熱器（reheater）という言葉があり、蒸気機関においては主タービンを駆動した後の蒸気を再度加熱し、場内電力のためのタービンを駆動したり補機駆動に用いたりするが、別途の燃料は用いず余熱を利用する場合が多い。